# Genetsko spremenjeni organizem
Genetsko spremenjeni organizem (GSO) je organizem, v katerem je z uporabo sodobnih metod genetskega inženirstva vnesen točno določen gen za točno določeno lastnost iz drugega organizma. GSO so lahko mikroorganizmi (bakterije, glivice, virusi), rastline ali živali. V skladu s slovensko zakonodajo je GSO organizem, z izjemo človeka, ali mikroorganizem, katerega genetski material je spremenjen s postopki, ki spreminjajo ta material drugače kot to poteka v naravnih razmerah s križanjem in 
Evropska zakonodaja zahteva, da se živila, ki vsebujejo več kot en odstotek GSO, označujejo. Zaradi nepopolnega zakona in zahtev potrošnikov je v pripravi sklop novih predpisov, ki bo strožje uredil to področje.
Države, kjer je označevanje GSO obvezno: Japonska, Filipini, EU, Indija
Države, kjer označevanje GSO ni obvezno: ZDA, Kanada, Argentina, Ljudska republika Kitajska ...